# Bjørn Nørgaard
Bjørn Nørgaard (Kopenhagen, 21 mei 1947) is een Deense beeldhouwer, graficus en performancekunstenaar.

## Leven en werk
Nørgaard bezocht vanaf 1964 Den Eksperimenterende Kunstskole (EKS). Hij had in 1966 een ontmoeting met de Duitse performancekunstenaar Joseph Beuys en nam diens uitnodiging aan deel te nemen aan de Aktion Hommage à Schmela in de Düsseldorfse Galerie Schmela. Sinds de jaren zeventig is hij actief als beeldhouwer. Nørgaard was van 1985 tot 1994 hoogleraar aan Det Kongelige Danske Kunstakademi in Kopenhagen.
De kunstenaar werd onderscheiden met de Europese Cultuurprijs Pro Arte.

## Werken (selectie)
- The Man on the Temple (1980), Beeldenpark van het Moderna Museet in Stockholm
- Human Wall (1981/82), Horsens Kunstmuseum in Horsens - ontworpen voor het Guggenheim Museum (New York)
- Ragnarokk (1985), Beeldenpark van het Henie Onstad kunstsenter bij Oslo
- Thors Tarn (1986), Høje-Taastrup
- Kapel til nitiden (1994), Randers
- De tolv himmelstiger (1998), Nørreport in Holstebro
- Det genmodificerede Paradis (2000), Plads Prins Henrik in Kopenhagen - ontworpen voor Wereldtentoonstelling Expo 2000 in Hannover
- Monument Hans Tausen (2004), gedenkteken voor Hans Tausen in Viborg
- Borgerne fra Holstebro (2004), (verwijzend naar de Burgers van Calais van Auguste Rodin) in Holstebro

## Fotogalerij

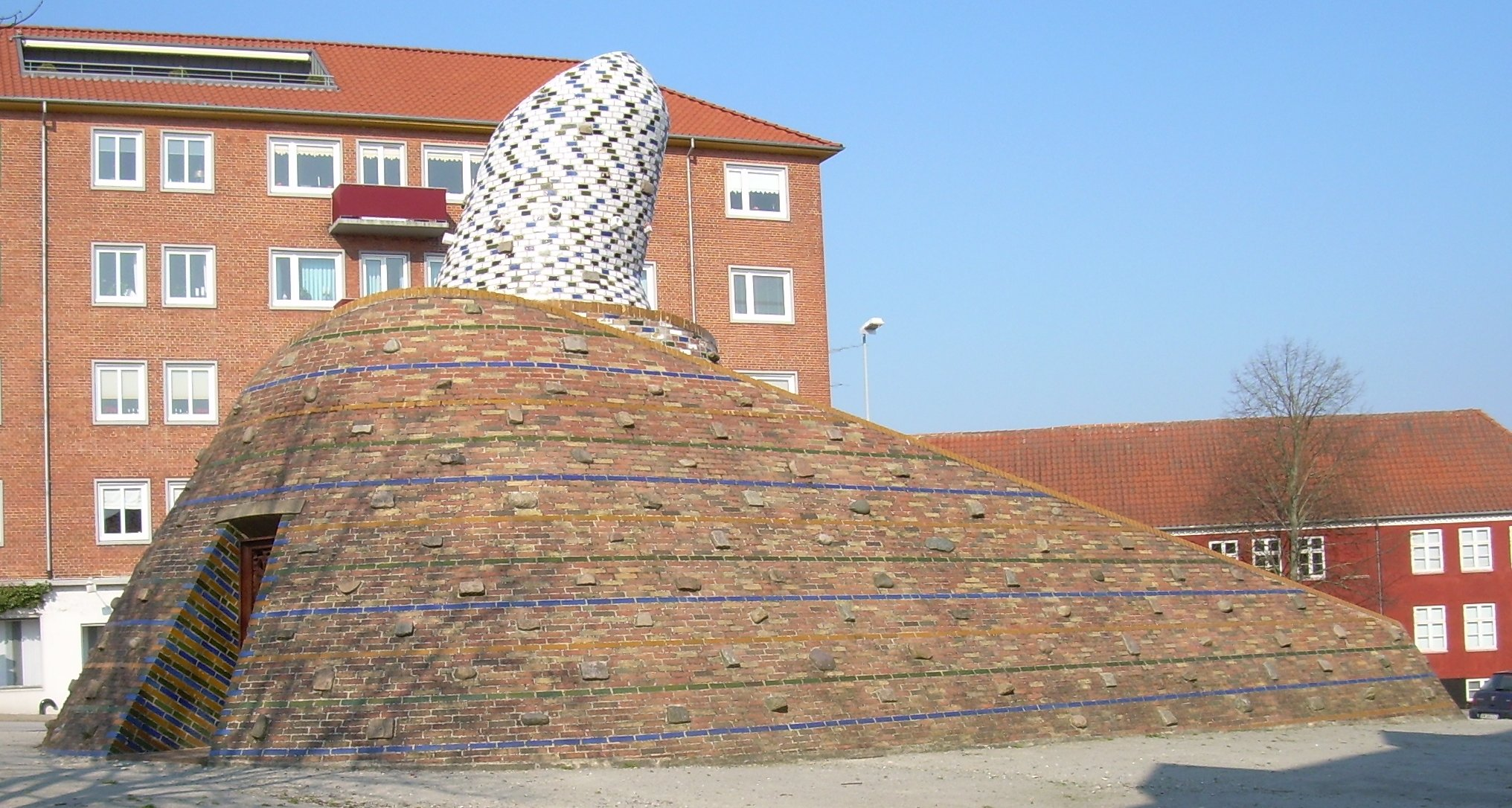
Kapel til nutiden, Randers